# Héctor Ortega
Héctor Ortega Gómez (Ciudad de México, 12 de enero de 1938-Ibídem, 3 de junio de 2020) fue un actor, director de cine y guionista mexicano.

## Biografía
Se formó en el ámbito teatral; su primer trabajo como actor fue en la película de 1964 En este pueblo no hay ladrones, donde interpretó a un mesero afeminado. Intervino después en películas como Los días del amor, La montaña sagrada, El hombre del puente, Las fuerzas vivas, Cuartelazo, Mariana, Mariana, La leyenda de una máscara, Mujeres insumisas, Por la libre y No eres tú, soy yo entre otras.
También actuó en diversas telenovelas como Colorina, Cicatrices del alma, Cenizas y diamantes, La última esperanza, La sombra del otro, El privilegio de amar, Amigos por siempre, Mi destino eres tú, Aventuras en el tiempo, Alegrijes y rebujos, La verdad oculta, Querida enemiga y Zacatillo, un lugar en tu corazón. La última telenovela en la que participó fue Hijas de la luna, en 2018. Entre las curiosidades de su carrera está que cuatro veces interpretó sacerdotes, en Cicatrices del alma, Amorcito corazón, Simplemente María y en Hijas de la luna.
En el teatro ejerció como actor y como director. Actuó en obras como ¡Ay Cuauhtémoc no te rajes!, El huevo de Colón, obras que también dirigió; y 1822: El año que fuimos imperio por la que recibió el Premio a Mejor Actor otorgado por la Asociación Mexicana de Críticos Teatrales. Dirigió obras como Silencio: locos trabajando, en las que participaron actores como Héctor Suárez, Fernando Luján, Martha Navarro y Susana Alexander. Dirigió a Manuel «El Loco» Valdés, Héctor Lechuga y Alejandro Suárez en Ensalada de locos, y en 1983 montó una de las obras más importantes de su carrera, La muerte accidental de un anarquista, que también protagonizó.
También destacó como guionista y dramaturgo; escribió, junto a Alfonso Arau, Francisco Córdova y Emilio Carballido el argumento y guion original de la película El águila descalza en 1969. Adaptó, junto a Arau nuevamente, Alfonso de la Cabada y el caricaturista Eduardo del Río «Rius», la historieta Los Supermachos para la película Calzonzin inspector en 1973. Para la película Cuartelazo de 1976, escribió el argumento original y lo adaptó junto a Alberto Isaac y María Antonieta Domínguez.
Debutó como director de cine en 1976 con la película La palomilla al rescate. Ese mismo año filmó su segunda película, Vacaciones misteriosas.
En junio de 2006 presentó su libro Revistas Políticas. Las últimas revistas cómico políticas del siglo y del milenio.
Murió el miércoles 3 de junio de 2020 a los 81 años de edad.

## Filmografía

### Películas
- En este pueblo no hay ladrones (1965)
- El águila descalza (1971) .... Trabajador factoría/Policía de tránsito
- Pubertinaje (1971)
- El jardín de la Tía Isabel (1972)
- Los cacos (1972)
- El rincón de las vírgenes (1972) .... Gobernador
- El vals sin fin (1972)
- Los días del amor (1972) .... General Terrazas
- El profeta Mimi (1973) .... Padre de Mimi
- Aquellos años (1973)
- El premio Nobel del amor (1973)
- The Holy Mountain (1973) .... Drug Master
- Calzonzin inspector (1974) .... Periodista
- Cinco mil dólares de recompensa (1974)
- Las fuerzas vivas (1975) .... Leandro
- Tívoli (1975) .... Lic. Félix Pantoja
- La palomilla al rescate (1976)
- El hombre del puente (1976) .... Secretario del presidente
- Cuartelazo (1977) .... Belisarío Domínguez
- Duro pero seguro (1978)
- Adriana del Río, actriz (1979)
- Herencia maldita (1987)
- El misterio de la casa abandonada (1987) .... Librero
- Mariana, Mariana (1987) .... Sacerdote
- Cuentos de Principes y Princesas (1987)
- Punto de arroz (1988)
- Santa sangre (1989) .... Doctor
- El costo de la vida (1989)
- ¡Maten a Chinto! (1990) .... Inés
- Tú decides sobre el sida (1990)
- El motel de la muerte (1990)
- La leyenda de una máscara (1991) .... Juan J. Luna
- Fray Bartolomé de las Casas (1993)
- Mujeres insumisas (1995) .... Urtiz
- Algunas nubes (1995) .... Escritor
- Cuestión de gustos (1996) .... Tío Eustaquio
- La paloma de Marsella (1999)
- Las delicias del poder (1999) .... Santos Barboza
- Por la libre (2000) .... Felipe
- Otaola o la república del exilio (2001) .... Indalecio
- Francisca (2002)
- La hija del caníbal (2003) .... El Caníbal
- Cobrador: In God We Trust (2006) .... Periodista 1
- No eres tú, soy yo (2010) .... Edmundo

### Telenovelas
- No todo lo que brilla es oro (1978)
- Colorina (1980-1981) .... Toribio
- Los años felices (1984-1985) .... El Padrino
- Cicatrices del alma (1986-1987) .... Padre René
- Cenizas y diamantes (1990-1991) .... Gabino
- La última esperanza (1993) .... Don Moy
- La sombra del otro (1996) .... Dr. Frank Gluck
- No tengo madre (1997) .... Ezequiel
- El privilegio de amar (1998-1999) .... Valentín Fonseca
- Mi destino eres tú (2000) .... Anselmo Sánchez Pérez
- ¡Amigos x siempre! (2000) .... Crispín Ávila
- Aventuras en el tiempo (2001) .... Kent Wolf
- Navidad sin fin (2001-2002) .... Gregorio
- Alegrijes y rebujos (2003-2004) .... Don Darvelio Granados
- La verdad oculta (2006) .... Santiago Guzmán / Fausto Guillén / Mario Genovés
- Las dos caras de Ana (2006-2007) .... Leopoldo "Polo" Ribadavia
- Querida enemiga (2008) .... Toribio Ugarte
- Zacatillo, un lugar en tu corazón (2010) .... Abundio Zárate
- Amorcito corazón (2011-2012) .... Padre Crisóstomo
- Por ella soy Eva (2012) .... Richard Fairbanks
- Por siempre mi amor (2013-2014) .... Doctor
- Simplemente María (2015-2016).... Sacerdote
- Hijas de la luna (2018).... Padre Camilo

### Series de TV
- Detective de hotel (1973)
- Mi colonia la esperanza (1983)
- Hora marcada (1989) .... Lalo (episodio "El motel")
- Mujer, casos de la vida real (1997)
- ¿Qué nos pasa? (1998)
- Diseñador ambos sexos (2001) Capítulo 8: ¿Quién diablos es Jordy? y cap. 9 Cita a ciegas .... Papá de Jean Phillipe
- Vecinos (2007) .... Don Severiano (episodio "La última conquista")
- Hermanos y detectives (2009)
- Gritos de muerte y libertad (2010) .... Don Agustín Pomposo (episodio "Retrato de una Leona")
- Como dice el dicho (2013)....Don Laco

## Reconocimientos

### Premios Ariel
| Año  | Categoría                   | Película                  | Resultado |
| ---- | --------------------------- | ------------------------- | --------- |
| 1972 | Mejor argumento original    | El águila descalza        | Ganador   |
| 1972 | Mejor guion cinematográfico | El águila descalza        | Ganador   |
| 1973 | Mejor coactuación masculina | El rincón de las vírgenes | Nominado  |
| 1977 | Mejor actor                 | Cuartelazo                | Nominado  |
| 1977 | Mejor guion cinematográfico | Cuartelazo                | Nominado  |
| 1988 | Mejor actor de cuadro       | Mariana, Mariana          | Ganador   |
| 1989 | Mejor actor de cuadro       | El costo de la vida       | Nominado  |

### Diosas de Plata
| Año  | Categoría                | Película                  | Resultado |
| ---- | ------------------------ | ------------------------- | --------- |
| 1972 | Mejor argumento original | El águila descalza        | Ganador   |
| 1973 | Mejor actor de cuadro    | El rincón de las vírgenes | Ganador   |